# Клиново
Клиново (мкд. Клиново) је насеље у Северној Македонији, у јужном делу државе. Клиново је насеље у оквиру општине Кавадарци.

## Географија
Клиново је смештено у јужном делу Северне Македоније, близу државне границе са Грчком - 12 km јужно од насеља. Од најближег већег града, Кавадараца, насеље је удаљено 50 km јужно.
Насеље Клиново се налази у историјској области Витачево, која је у овом делу изразито планинска. Село је положено на северним падинама планине Козјак. Северно од села тло пада у клисуру Црне реке. Насеље је положено на приближно 780 метара надморске висине. 
Месна клима је планинска због знатне надморске висине.

## Становништво
Клиново је према последњем попису из 2002. године било без становника.
Већинско становништво у насељу били су етнички Македонци.
Претежна вероисповест месног становништва било је православље.